# Поліолефіни
Поліолефі́ни — синтетичні полімери, продукти полімеризації олефінів складу [-СН2-С(R',R")-]n, де R', R"-Н, СН3- або інші алкільні радикали.
Фізико-механічні і хімічні властивості окремих представників поліолефінів залежать головним чином від їхньої природи і способу одержання. Поліолефіни займають одне з перших місць серед пластиків за обсягом виробництва і застосуванням у різних галузях промисловості й побуті. Практичне значення мають поліетилен, поліпропілен, поліізобутилен.
Початковою сировиною для синтезу поліолефінів служать ненасичені вуглеводні — етилен, пропілен, бутилен та інші вищі олефіни, що виходять при термічній переробці нафти, а також переробці природного газу.